# ميرزا حسام
ميرزا حسام (بالفارسية: میرزاحسام) هي قرية تقع في أذربيجان الغربية في إيران. يقدر عدد سكانها بـ 105 نسمة بحسب إحصاء 2016.